# Liste d'accidents aériens dans les années 1980
Pour un article plus général, voir Liste de listes d'accidents aériens.
Cet article présente une liste d'accidents aériens dans les années 1980.

## Années 1980

### 1980
- 21 janvier 1980 : le vol Iran Air s'écrase contre le mont Elbruz lors de son approche de l'aéroport de Téhéran en Iran à cause de la neige et du brouillard, causant la mort de 128 personnes.

- 14 mars 1980 : le vol 007 LOT Polish Airlines Polskie Linie Lotnicze qui venait de New York s'écrase lors de son approche de l'aéroport de Varsovie en Pologne. Le moteur no 2 de l'Iliouchine Il-62 s'est désintégré après que le pilote a augmenté sa puissance afin d'atterrir, rendant l'avion incontrôlable et faisant 87 victimes.

- 12 avril 1980 : le vol 303 Transbrasil s'écrase contre une montagne lors de son approche de Florianópolis au Brésil. Le Boeing 727 était piloté par un inspecteur de pilote en mission d'entraînement alors qu’une tempête sévissait sur la zone. 55 des 58 personnes à bord trouvent la mort dans l'accident.

- 25 avril 1980 : le Vol 1008 Dan-Air s'écrase dans la forêt d'Esperanzo près de Tenerife. Le pilote aurait commis plusieurs erreurs lors de l'approche. L'accident a fait 146 victimes.

- 27 juin 1980 : le vol 870 Aerolinee Itavia s'abîme dans la mer de Thyrée près de l'île d'Ustica lors d'un vol Bologne - Palerme. La cause de l'accident, selon le procès (it), est que deux chasseurs militaires (possiblement français) ont intercepté un avion qui se cachait derrière l'avion civil pour échapper aux radars et ou bien l'ont abattu avec un missile ou bien ont provoqué la collision des deux. Les 81 personnes à bord périssent dans la catastrophe.

- 7 juillet 1980 : le vol Aeroflot heurte une ferme et s'écrase dans un champ dans la banlieue de son aéroport de départ à Alma-Ata (Kazakhstan). Deux minutes après le départ, le Tupolev 154B-2 traverse une zone de température élevée (30−40 °C), qui avec le vent provoque une perte de vitesse. L'avion est alors pris dans un courant descendant et les moteurs calent. L'accident provoque la mort des 163 personnes à bord.

- 19 août 1980 : lors du vol 163 Saudi Arabian Airlines, l’incident du Lockheed L1011-200 TriStar de la Saudi Arabian à l’aéroport de Riyad King Khaled a causé la mort de 301 personnes par asphyxie, soit la totalité des occupants de l’appareil. Un incendie s'était déclaré à bord, et bien que les pilotes aient réussi à atterrir, ils oublièrent de dé-pressuriser la cabine, empêchant toute évacuation. Deux passagers français échappèrent à la catastrophe, changeant à la dernière minute leurs billets (pour un vol Air France) car Saudi Arabian Airlines interdisait à l'époque l'alcool à bord. Ces deux hommes faillirent être l'objet d'une campagne de publicité pour une marque de spiritueux clamant que l'alcool avait au moins sauvé deux vies. Elle fut finalement annulée.

- 21 décembre 1980: le vol TAC Colombia (en) s'écrase à Guajira en Colombie. Cinq minutes après le décollage, le moteur droit explose et prend feu, rendant la Caravelle incontrôlable. L'accident fait 70 victimes.

### 1981
- 13 juin 1981 : le vol Aeroflot heurte une montagne de la côte est du lac Baïkal en Russie. Malgré les mauvaises conditions météo, et après avoir été dérouté sur l'aéroport de Ust'-Barguzin, le pilote n'informa pas la tour de contrôle qu'il ne parvenait pas à apercevoir la piste. L'accident fit 52 victimes.

- 20 juillet 1981 : le vol Somali Airlines s'écrase près de Balad (en) en Somalie après avoir décollé de Mogadishu. Huit minutes après le décollage, le Fokker F-27 Friendship 600RF est pris dans un violent orage et l'aile droite finira par céder. L'accident causera la mort des 50 personnes à bord.

- 24 juillet 1981 : le vol Air Madagascar, un De Havilland Canada DHC-6-300 immatriculé 5R-MGB s'écrase au nord-est de Maroantsetra. Aucune des 19 personnes à bord, dont le pilote Jean-Marc Buttin et le steward Martin Botovao n'a survécu. L'épave fut retrouvée une semaine plus tard. Des conditions météorologiques très dégradées (saison des pluies sur la côte est de la Grande Île) ainsi qu'un relief difficile semblent avoir été la cause principale de cet accident.

- 22 août 1981 : le vol 103 Far Eastern Air Transport subit une décompression explosive due à une importante corrosion de la carlingue et est détruit en plein vol au-dessus de Miao-Li à Taïwan. Aucune des 110 personnes à bord du Boeing 737 n'a survécu.

- 26 août 1981 : le vol Aeropesca Colombia (en) s'écrase contre le mont Santa Elena en Colombie, sans doute à cause des mauvaises conditions météorologiques, faisant 50 victimes.

- 16 novembre 1981 : le vol Aeroflot amorce trop rapidement son approche de l'aéroport de Noril'sk en Russie, le Tupolev 154B-2 heurte le sol à 470 m du front de piste puis glisse sur le sol gelé pendant 300 m. La vitesse de descente excessive était sans doute due à un problème de stabilisateur horizontal. 99 des 167 personnes à bord décèdent dans l'accident.

- 1er décembre 1981 : le Douglas DC-9 opérant le vol 1308 de la compagnie slovène Inex Adria en provenance de Ljubljana (Yougoslavie) « rate » l’aéroport d’Ajaccio en Corse et heurte la montagne dans l’arrière-pays de Propriano. Les sept membres d’équipage et les 173 passagers périrent. Une plaque commémorative est apposée sur le côté de l’église de Petreto-Bicchisano.

### 1982
- 13 janvier 1982 : le vol 90 Air Florida percute un pont puis s'écrase sur le Potomac gelé peu après son décollage de l'aéroport de Washington. Les conditions givrantes particulièrement extrêmes avaient conduit à la fermeture de l'aéroport. Lorsqu'il rouvre les délais d'attente sont très longs et les pilotes ne prennent pas le temps de dégivrer l'appareil, qui ne parviendra pas à décoller. 74 des 79 occupants de l'avion périssent dans l'accident ainsi que quatre personnes sur le pont.

- 23 janvier 1982 : le DC-10-30CF du vol World Airways 30 ne parvient pas à s'arrêter à temps en bout de piste lors de son atterrissage à l'aéroport international Logan de Boston et s'immobilise dans les eaux glacées du Boston Harbor. Deux passagers sont portés disparus et sont présumés morts de noyade.

- 3 février : un Nord 2501 Nordatlas de l'Armée de l'Air française s'écrase sur le Mont Garbi dans la Région de Tadjourah a Djibouti entraînant la mort de 36 militaires français dont 29 du 2e régiment étranger de parachutistes[1].

- 9 février 1982 : le vol 350 Japan Airlines s'écrase à l'atterrissage à l'aéroport international de Tōkyō-Haneda. Vingt-quatre des 172 occupants du McDonnell Douglas DC-8-61 sont décédés. Les conclusions de l'enquête concluent à un crash volontaire du commandant de bord par une inversion de poussée des moteurs

- 26 avril 1982 : le vol 3303 CAAC s'écrase contre le mont Yangsu en Chine lors de son approche de l'aéroport de Guilin avec 112 personnes à bord.

- 8 juin 1982 : le vol 16p8 VASP s'écrase contre une montagne à Serra de Pacatuba au Brésil après être descendu trop bas lors de son approche de l'aéroport de Fortaleza. Les 137 personnes à bord du Boeing 727 ont trouvé la mort dans la catastrophe.

- 24 juin 1982 : le vol 9 British Airways, un Boeing 747 entre dans un nuage de cendres volcaniques dû à l'éruption du mont Galunggung, et les quatre moteurs étouffèrent presque simultanément; l'équipage réussit à faire planer l'avion et à sortir du nuage, puis à rallumer les quatre moteurs et à se poser en toute sécurité à l'aéroport de Jakarta. Aucun mort ni blessé ne fut à déclarer.

- 28 juin 1982 : le vol 8641 Aeroflot s'écrase à Mozyr en Biélorussie à cause d'une panne du stabilisateur horizontal entraînant la mort des 132 personnes à bord du Yakovlev Yak-42. Après cet accident, tous les stabilisateurs seront remplacés sur ces appareils.

- 6 juillet 1982 : le vol 411 Aeroflot s'écrase dans un champ à 10 km de Moscou, Russie. Les alarmes incendie des deux moteurs se déclenchent et les pilotes font demi-tour mais perdent le contrôle de l'Iliouchine 62M. Les 90 personnes à bord trouvent la mort dans l'accident.

- 9 juillet 1982 : vol 759 Pan Am: un Boeing 727 de la Pan Am avec 145 personnes à son bord décolle de l'aéroport international Louis Armstrong de La Nouvelle-Orléans. Il monte de 100 à 150 pieds lorsque l'alarme de décrochage retentit à la suite d'un cisaillement de vent. L’appareil commence à perdre de l’altitude et la piste dessous se termine. Il heurte des arbres situés 725 mètres après le bout de piste. La hauteur au moment de ce premier impact est de 50 pieds. Il continue à voler encore sur 680 mètres et finit sa course contre des maisons. Le bilan est de 153 victimes : tous les occupants de l’appareil plus 8 personnes au sol. L’alarme de décrochage n’a apporté aucune aide[2].

- 11 septembre 1982 : Crash d'hélicoptère à Mannheim, un Chinook de l'armée américaine, transportant des parachutistes sportifs de différentes nationalités, dont 23 Français, se crashe à Mannheim en Allemagne de l'Ouest, tuant ses 46 occupants.

- 13 septembre 1982 : le vol 995 Spantax assurant la liaison Malaga (Espagne) - New York traverse une autoroute puis reste coincé sur une voie ferrée avant de prendre feu. Sentant les vibrations étranges du DC-10 lors du décollage, les pilotes tentèrent d'interrompre la procédure sans succès. Les vibrations étaient en fait dues à une roue abîmée. Sur les 394 personnes à bord, 50 trouveront la mort.

### 1983
- 2 juin 1983 : le vol 797 Air Canada se pose en urgence à la suite d'un incendie en vol. Une fois au sol, une fumée suffocante s'est propagée dans tout l'avion. 90 secondes après l'atterrissage, le DC-9 prend feu tuant les passagers encore prisonniers du fuselage, 23 personnes périssent dont le musicien canadien Stanley Allison "Stan Rogers".

- 11 juillet 1983 : le vol TAME parti de Quito en Équateur s'écrase lors de son atterrissage à Cuenca. Il s'est avéré que le pilote n'était pas qualifié pour piloter un Boeing 737. Il n'y aura aucun survivant parmi les 119 personnes à bord.

- 23 juillet 1983 : Le vol 143 Air Canada, surnommé le Planeur de Gimli, en panne d'essence, plane pour atterrir sans moteur.

- 30 août 1983 : le vol Aeroflot reliant Tcheliabinsk à Alma-Ata (Kazakhstan) s'écrase contre le mont Dolan après une descente effectuée prématurément. 90 personnes périssent dans l'accident.

- 1er septembre 1983 : le vol 007 Korean Airlines, un Boeing 747 qui décolle de Anchorage en Alaska est abattu par un chasseur soviétique près de Sakhaline, après avoir dévié de plus de 500 km de sa route. Le pilote avait oublié de désactiver le cap magnétique. Les 269 personnes à bord sont tuées.

- 23 septembre 1983 : lors du vol 771 Gulf Air, une bombe explose dans la soute du Boeing 737 au-dessus des Émirats arabes unis. Les 112 personnes à bord sont tuées.

- 8 novembre 1983 : le vol TAAG s'écrase peu après son décollage de Lubango en Angola à la suite d'un problème technique faisant 130 victimes. L'avion était un Boeing 737.

- 27 novembre 1983 : le vol 011 Avianca s'écrase lors de son approche à Madrid entraînant la mort de 181 des 192 personnes à bord du Boeing 747, dont l'écrivain péruvien Manuel Scorza et l'écrivain mexicain Jorge Ibargüengoitia. Les pilotes avaient commis plusieurs erreurs qu'ils n'ont pu rattraper.

- 28 novembre 1983 : le vol Nigeria Airways rate la piste d'atterrissage à Enugu au Nigeria causant la mort de 53 des 72 personnes à bord du Fokker F-28 Fellowship 2000.

- 7 décembre 1983 : Collision au sol de Madrid (Vol 350 Iberia / Vol 134 Aviaco) : le vol 350 Iberia entre en collision avec le vol 134 Aviaco, assuré par un DC-9, sur une piste de l'aéroport de Madrid-Barajas. Le DC-9 se trompe de taxiway alors qu'un épais brouillard plane sur l'aéroport. Il se retrouve face au Boeing 727 d'Iberia qui tentera de décoller afin de passer au-dessus, sans succès. Le Boeing percute le DC-9 et les deux avions prennent feu. 51 des 93 personnes à bord du Boeing y trouveront la mort, ainsi que les 42 personnes à bord du DC-9.

### 1984
- 10 janvier 1984 : le vol Balkan Bulgarian Airlines se prend dans une ligne électrique puis s'écrase en forêt lors de son approche de l'aéroport international de Sofia en Bulgarie. L'avion était descendu volontairement en dessous de son altitude d'approche afin de tenter d'apercevoir la piste. L'accident a fait 50 morts.

- 5 août 1984 : le vol Biman Bangladesh Airlines s'écrase dans l'eau à 550 m du seuil de piste après avoir raté par deux fois son approche de l'aéroport de Dhaka (Bangladesh) faisant 49 victimes.

- 11 octobre 1984 : le vol 3352 Aeroflot percute des engins de déneigement sur la piste de Omsk en Russie lors de son atterrissage. Le Tupolev 154B-1 a pris feu tuant 174 des 179 personnes à bord. 4 personnes ont été tuées au sol.

- 23 décembre 1984 : le vol Aeroflot s'écrase près de Krasnoïarsk en Russie après que le moteur no 2 a pris feu. Le commandant se trompe et coupe le moteur no 3, puis perd le contrôle du Tupolev 154B-2 causant la mort des 110 personnes à bord.

### 1985
- 1er janvier 1985 : le vol 980 Eastern Air Lines s'écrase contre le mont Illimani en Bolivie. Les 29 occupants du Boeing 727 trouvent la mort.

- 21 janvier 1985 : le vol Galaxy Airlines 203 s'écrase après son décollage de Reno dans un champ sur lequel il glisse jusqu'à percuter des maisons et prendre feu. Le Lockheed L-188A Electra tenta de faire demi-tour après un problème de puissance sur un moteur, mais une mauvaise coordination du commandant et du copilote conduisit au drame. Sur les 71 personnes à bord, seuls 3 survivent à l'accident dont deux décéderont des suites leurs blessures quelques jours plus tard. Le seul survivant est un garçon de 17 ans, George Lamson Jr., qui avait été volontairement jeté de l'avion sur une route adjacente.

- 1er février 1985 : le vol Aeroflot s'écrase dans une forêt peu après son départ de Minsk en Biélorussie à destination de Leningrad. Les deux moteurs du Tupolev 134AK ont pris feu à la suite d'une ingestion de glace. 58 des 80 passagers à bord trouvent la mort dans l'accident.

- 19 février 1985 : le vol Iberia 610 entre en collision avec l'antenne de télévision du mont Oiz en Espagne après son départ de Madrid à destination de Bilbao. L'aile droite du Boeing 727 s'est séparée de l'avion qui s'est écrasé un peu plus loin. Les pilotes auraient mal lu l'altimètre et auraient mal interprété les alarmes. L'accident a fait 148 victimes.

- 3 mai 1985 : le vol Aeroflot, un Tupolev Tu-134A assurant la liaison Tallinn-Lvov, entre en collision avec un Antonov 26 de l'Air Force près de l'aéroport de Lvov en Ukraine. L'accident fera en tout 94 victimes, dont 79 à bord du Tupolev.

- 23 juin 1985 : le vol 182 Air India, un Boeing 747 assurant la liaison Montréal-Londres s'écrase près de Cork en Irlande, après l'explosion d'une bombe. 329 personnes y trouvent la mort.

- 10 juillet 1985 : le vol 7425 Aeroflot s'écrase près de Outchkoudouk en Ouzbékistan après que les pilotes ont perdu le contrôle faisant 200 victimes.

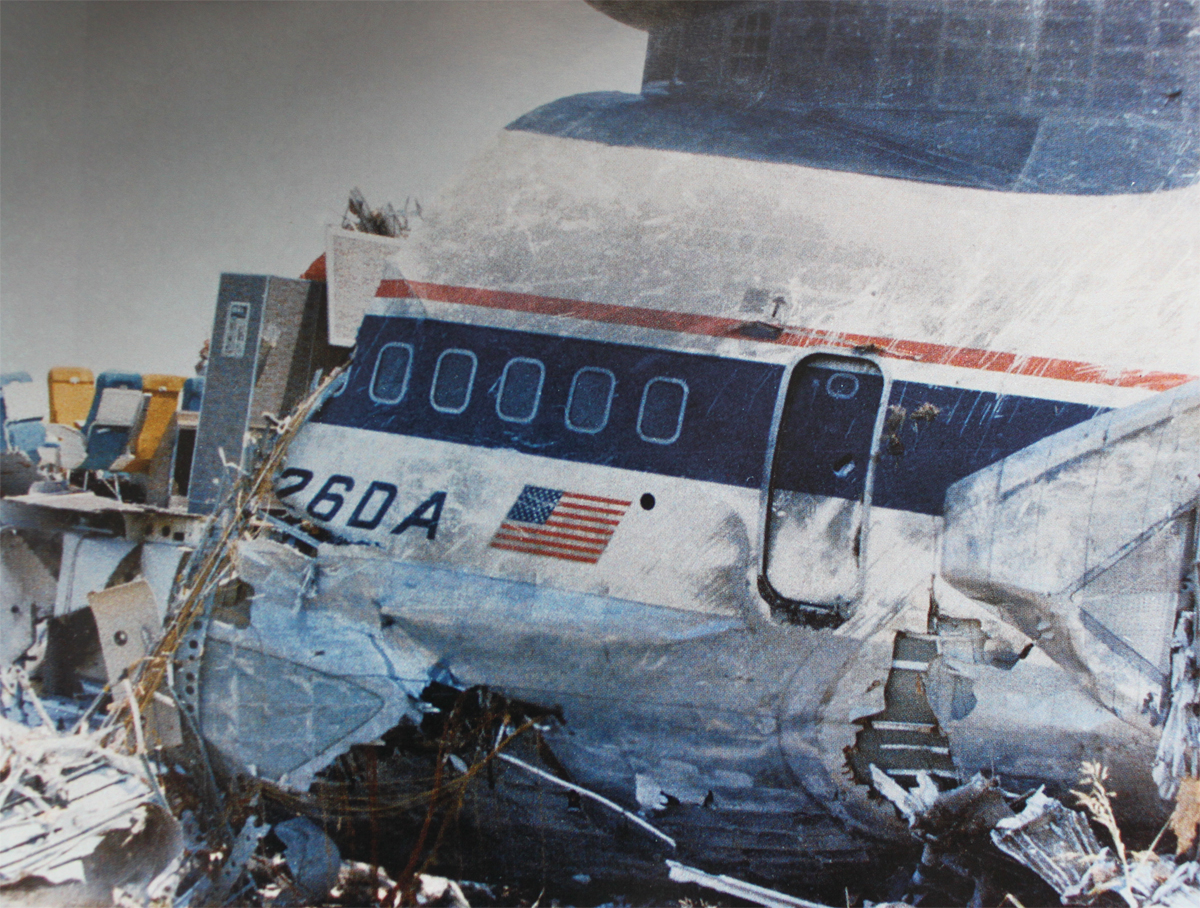
Carcasse du vol Delta Air Lines 191.

- 2 août 1985 : le vol Delta Air Lines 191 (Lockheed L-1011 TriStar) s’écrase à Dallas, États-Unis lors de son approche. Il y aura en tout 134 victimes à bord dont 9 des 11 membres d'équipage, ainsi qu'un automobiliste tué sur l'autoroute traversée par l'appareil: on ne dénombre que 29 survivants (dont 28 blessés) parmi les 163 personnes à bord. L'accident serait dû principalement à la présence d'une rafale descendante en avant de la piste qui surprit les pilotes en plaquant leur appareil au sol et le faisant rebondir plusieurs fois avant son écrasement et dislocation contre un silo de carburant de l'aéroport qui embrasa le fragment avant de l'avion. Depuis cet accident, toutes les compagnies se sont dotées peu à peu d'un système de détection des rafales descendantes placé dans le nez des appareils, car de 1964 à 1985, les rafales descendantes avaient été à l'origine de 26 accidents d'avions provoquant au total la mort de plus de 500 personnes.

- 12 août 1985 : le vol 123 Japan Airlines, un Boeing 747 de la Japan Airlines parti de Tokyo pour Osaka, ayant perdu une partie de sa gouverne de direction, s’écrase contre une montagne, provoquant la mort de 520 personnes. Il n'y aura que 4 survivants. C’est la plus grande catastrophe aérienne impliquant un seul avion.

- 22 août 1985 : le vol 28M British Airtours interrompt son décollage de Manchester à la suite de ce que le commandant identifie comme une explosion de pneu ou un passage d'oiseau dans un moteur. Dès que l'avion est arrêté, l'évacuation commence mais le moteur no 1 en feu empêche l'évacuation par le côté gauche. Le feu se propage rapidement jusque dans la cabine en dégageant des fumées toxiques. De plus une des portes du côté droit refuse de s'ouvrir immédiatement, retardant l'évacuation. Seuls quatre membres d'équipage sur les six et 78 des 131 passagers parviendront à évacuer (total de 55 morts pour 82 survivants). Après enquête, il s'est avéré qu'un des éléments du moteur avait été mal réparé.

- 24 novembre 1985 : le vol EgyptAir est attaqué par trois pirates de l'air après son départ d'Athènes à destination du Caire. Un garde de la sécurité égyptienne parvient à en tuer un avant d'être abattu. Deux membres d'équipage sont également blessés. Les pirates restant demandent à atterrir en Tunisie ou en Libye, acceptant de refaire le plein de carburant à Malte. À Malte, ils autorisent les 2 membres d'équipage blessés ainsi que 11 femmes à débarquer. Mais les autorités de Malte refusant de faire le plein en carburant, les pirates menacent de tuer un otage toutes les 10 minutes. Ils vont tirer sur 5 passagers puis les jeter hors de l'avion (3 survivront). Après 22 heures de négociations, les forces égyptiennes lancent une offensive. Une grenade est jetée dans la cabine et l'avion prend feu. Au total, 60 des 98 personnes à bord trouveront la mort lors de ce détournement.

- 12 décembre 1985 : le vol 1285 Arrow Air (en) ne parvient pas à décoller de Gander (Canada), rase une autoroute puis s'écrase et prend feu. Les causes réelles de l'accident n'ont pas été identifiées, mais il serait sûrement dû à une surcharge. Toutefois, l'analyse des boîtes noires révèlera des explosions inexpliquées, peut-être ayant pour origine le matériel militaire embarqué. En effet, les 248 passagers du DC-8 étaient des soldats de la 101e division aéroporté de l'armée américaine (basée à Fort Campbell) rentrant d'une mission dans le désert du Sinaï, l'avion étant parti du Caire et ne faisant qu'une escale technique à Gander avant d'atterrir à Fort Campbell (en). En tout, 256 passagers et membres d'équipage périront.

### 1986
- 14 janvier 1986 : un Eurocopter AS350 Écureuil s'écrase en plein désert malien (Gourma-Rharous) durant le huitième rallye Paris-Dakar. Obligé de voler dans des conditions exécrables (nuit et vent de sable), l'appareil, à la suite d'une mauvaise appréciation du sol, accrocha une dune qui le fit se désintégrer causant la mort de ses 5 occupants dont celle du chanteur français Daniel Balavoine et du directeur de course Thierry Sabine.

- 18 janvier 1986 : le vol SAETA s'écrase dans la jungle au Guatemala lors de sa deuxième approche de l'aéroport de Flores-Santa Elena, après avoir raté la première à cause de nuages bas. Les 87 personnes à bord de la Caravelle trouvent la mort.

- 31 mars 1986 : le vol 940 Mexicana s'écrase à Maravatío, dans l'État de Michoacán, au Mexique. Peu après le décollage de Mexico, un des pneus explose causant de nombreux dégâts sur les câbles électriques et les conduites hydrauliques, d'huile et de carburant, entraînant une dépressurisation. Le feu se propage rapidement à bord rendant le Boeing 727 incontrôlable. Le pneu avait été rempli avec de l'air au lieu d'azote, qui mélangé entraînent une réaction chimique d'explosion. Cet accident a provoqué la mort de 167 personnes. C'est la plus grave catastrophe aérienne qu'a connu le Mexique et le plus grave accident impliquant un Boeing 727.

- 16 août 1986 : le vol Sudan Airways assurant la liaison Malakal (Soudan)-Khartoum est détruit peu après son décollage par un missile de l’Armée populaire de libération du Soudan (APLS), causant la mort de 60 personnes.

Chute du DC-9 d'Aeroméxico.

- 31 août 1986 : le vol 498 Aeroméxico, un DC-9, entre en collision avec un Piper PA-28 au-dessus de Cerritos en Californie lors d'un vol Mexico-Los Angeles. Le choc provoqua l'arrachage de l'empennage de queue du DC-9, ce qui déséquilibra l'avion de ligne qui partit en piqué sur ce quartier résidentiel de la banlieue de Los Angeles. La collision fait 67 victimes à bord des avions (aucun survivant) et 15 victimes au sol (12 maisons totalement détruites sur 17 touchées). Cet accident devait faire date dans l'aviation civile des États-Unis. Il révéla un mauvais positionnement des radars d'approche au sol, des lacunes dans la protection des zones réservées d'approche et de décollage des avions de ligne autour des aéroports, des lacunes dans les instruments de bord des petits avions comme des grands. Les radars au sol furent donc remplacés, le contrôle des zones réservées fut renforcé, tous les petits avions furent obligés de s'équiper d'un transpondeur avec estimation d'altitude; enfin, grands et petits aéronefs durent se doter du système d'alarme de collision imminente se déclenchant au moins 45 secondes avant l'impact estimé. Depuis lors (fin 2011), les États-Unis ne connurent plus aucune collision d'avion en plein vol durant ces 25 dernières années.

- 5 septembre 1986 : le Vol 73 Pan Am est détourné à Karachi par des terroristes du Fatah-Conseil Révolutionnaire, il y a 42 victimes. La 43e victime est l'hôtesse Neerja Bhanot, tuée en protégeant trois enfants lors de la fusillade finale, elle joua un grand rôle dans ce vol.

- 20 octobre 1986 : le vol Aeroflot s'écrase à l'atterrissage à Kuybyshev en Russie après avoir tenté une approche à vue. Le Tupolev 134A arrivé trop bas et trop chargé, a atterri brutalement puis a quitté la piste et a pris feu. On compte 22 survivants parmi les 92 personnes à bord.

- 12 décembre 1986 : le vol Aeroflot s'écrase dans un bois près de Berlin lors de son approche par temps de brouillard. Les pilotes n'avaient pas compris les instructions de la tour de contrôle qui leur précisait d'atterrir sur la piste de gauche au lieu de celle de droite. 72 des 82 personnes à bord périssent dans l'accident.

- 25 décembre 1986 : le vol Iraqi Airways assurant la liaison Bagdad - Amman est attaqué par 4 pirates de l'air 55 minutes après son décollage. Lorsque l'équipage tente d'intervenir, un des pirates lance une grenade dans la cabine passager. Les pilotes entament immédiatement une descente d'urgence, lorsqu'à 1 600 pieds une grenade explose dans le cockpit. À l'approche d'Arar en Arabie saoudite, le Boeing 737 devient incontrôlable et s'écrase, coupé en deux, puis prend feu. 46 des 106 personnes à bord survivront toutefois à l'accident.

### 1987
- 3 janvier 1987 : le vol 797 Varig s'écrase dans la jungle en retournant à Abidjan, son aéroport de départ, à la suite de problèmes sur le moteur no 1 du Boeing 707. 50 des 51 personnes à bord trouvent la mort dans l'accident. L'avion se rendait à Rio de Janeiro.

- 5 février 1987 : un Learjet 552 s’écrase au Cameroun après son décollage de Brazzaville (Congo) faisant 9 victimes dont Michel Baroin, patron de la GMF qui venait de rencontrer le président congolais Denis Sassou-Nguesso. Selon Dominique Lorentz, ce crash aérien serait à relier à une campagne d'attentats de l'Iran motivée par le contentieux Eurodif3.

- 9 mai 1987 : le vol 5055 LOT à destination de New York-JFK s'écrase à Varsovie en Pologne peu après son décollage. Le moteur no 2 de l'Iliouchine 62MK explose et les débris provoquent un incendie dans la soute. Après avoir coupé le moteur, les pilotes pensent que le feu est éteint mais se trompent. Ils entament une descente dans le but d'effectuer un atterrissage d'urgence à Modlin. Pour cela, l'avion entame un virage, durant lequel les pilotes perdent le contrôle de l'avion qui s'écrase dans une forêt faisant 183 victimes. Cet accident rappelle beaucoup celui d'un avion de la même compagnie et du même vol le 14 mars 1980.

- 11 juin 1987 : le vol Bakhtar Alwatana (en) est abattu par des rebelles afghans alors qu'il assurait la liaison Kandahar - Kaboul. Les rebelles auraient confondu l'avion de ligne, un Antonov 26 avec un Iliouchine 14 militaire. Les 53 personnes à bord périssent dans l'attentat.

- 17 mai 1987: Collision aérienne de Sint-Niklaas en Belgique[3] entre un Piper PA-28R-200 Cherokee Arrow II immatriculé G-BCKD transportant 4 personnes et un Cessna A185F immatriculé OO-PCA transportant 5 personnes dont 4 parachutistes, a environ 1000m d'altitude près de Nieuwkerken-Waas (Sint-Niklaas). Les 9 occupants sont tués.

- 26 juin 1987 : le vol Philippine Airlines s'écrase contre le mont Pugo lors de son approche de l'aéroport de Baguio aux Philippines du fait des mauvaises conditions météo. L'accident fait 50 victimes.

- 16 août 1987 : vol 255 Northwest Airlines - un DC-9 de la Northwest Airlines s’écrase sur une autoroute après avoir heurté un hangar peu après le décollage de Détroit : 156 morts dont deux automobilistes.

- 31 août 1987 : le vol 365 Thai Airways s'abîme en mer lors de son approche de l'aéroport de Phuket en Thaïlande. Il n'y aura pas de survivants parmi les 83 personnes à bord du Boeing 737.

- 28 novembre 1987 : Vol 295 South African Airways : à la suite d'un incendie dans la soute, les pilotes perdent le contrôle du Boeing 747 qui faisait la liaison entre Taipei, Taïwan et l'île Maurice. L'avion se sépare en deux avant de s'abîmer en mer dans l'Océan Indien faisant 159 victimes.

- 29 novembre 1987 : le Vol 858 Korean Air s'abîme dans l'océan Indien après l'explosion d'une bombe. L'avion, un Boeing 707 parti d'Abou Dabi devait rejoindre Séoul via Bangkok. Deux passagers débarqués à Abou Dabi avaient laissé une radio et une bouteille de liqueur contenant un explosif dans un compartiment à bagages. 115 personnes périssent dans la catastrophe.

- 7 décembre 1987 : le vol 1771 PSA-Pacific Southwest Airlines, un British Aerospace BAe-146-200, s'est volontairement écrasé entre Los Angeles et San Francisco. David Burke, un steward tout juste licencié pour avoir volé 68 dollars dans la caisse de la cafétéria, abat à l'aide d'un magnum 44 le patron de la compagnie (un des passagers du vol) puis les pilotes avant de se suicider. Bilan : 43 morts.

- 21 décembre 1987 : le vol 1919 Air France opéré par Air Littoral pour le compte d'Air France, assurant la liaison Bruxelles-Bordeaux, un Embraer 120 Brasilia, s'écrase à l'approche de l'aéroport de Bordeaux - Mérignac en plein brouillard, faisant 16 morts (3 membres d'équipage et 13 passagers).

### 1988
- 18 janvier 1988 : le vol China Southwest Airlines s'écrase à Chongqing (Chine) lors de son approche après qu'une fuite d'huile sur le moteur no 4 de l'Iliouchine 18D a provoqué un incendie. 108 personnes périssent dans l'accident.

- 19 janvier 1988 : le vol 2286 Trans-Colorado Airlines (affrété Continental Express) s'écrase à Bayfield dans le Colorado, tuant 9 des 17 personnes à bord. L’enquête met en évidence les erreurs des pilotes menant à une collision avec le sol en vol contrôlé. L'accident est raconté dans un épisode de la série documentaire Mayday : Alerte maximum (aussi connue sous le nom Air Crash Investigation).

- 4 mars 1988 : vol 230 TAT - un Fairchild FH-227B, (Fokker F27) de la compagnie régionale TAT effectuant la liaison Nancy-Paris s’écrase à Machault, (Seine-et-Marne), faisant 23 morts.

- 17 mars 1988 : le vol 410 Avianca s'écrase contre une montagne près de Cucuta en Colombie peu après son décollage. Les causes de cet accident sont restées mystérieuses. Les 143 personnes à bord du Boeing 727 sont décédées dans la catastrophe.

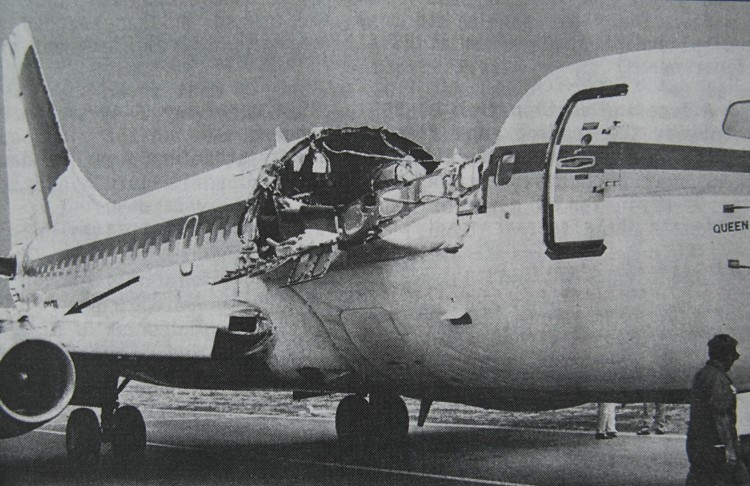
Carlingue du Aloha Airlines Flight 243 après la décompression explosive.

- 28 avril 1988 : vol 243 Aloha Airlines - un Boeing 737 de la compagnie Aloha Airlines s'est retrouvé à 7 300 m d'altitude dans une situation critique totale, inattendue et unique dans l'histoire de l'aviation lorsqu'une partie du toit de l'appareil s’envole. La survie de l’avion avec une telle perte de structure est à ce jour encore unique. Décès d'une hôtesse de l'air.

- 24 mai 1988 : le Boeing 737 flambant neuf du vol 110 TACA, connaît une double panne moteur. Pendant l'approche de La Nouvelle-Orléans, sous l'orage et la grêle, les réacteurs s'arrêtent puis prennent feu. Les pilotes réussissent l’exploit d’atterrir sur une digue, en vol plané. La défaillance vient de la conception des réacteurs qui ne permet pas d'évacuer l'eau dans ceux-ci lorsqu'ils sont à faible vitesse. Les 45 passagers et membres d'équipage s'en sortent indemnes.

- 12 juin 1988 : le vol CCCP-32267 sur  An-2TP, forcé à atterrir à Aleksandriya par une extinction des moteurs en entrant dans un orage ; il était en route pour Vladimirets venant de Rovno[4].

- 26 juin 1988 : lors d'un vol de démonstration, le vol 296 Air France s'écrase à Habsheim. L'accident fait 3 morts et 133 blessés. En effet celui-ci emportait pour l'occasion des journalistes et des personnes effectuant un baptême de l'air. L'avion volait à faible vitesse et surtout à une trop faible altitude. Les pilotes n'arrivent pas à remettre les gaz au bon moment pour reprendre de l'altitude, et l'appareil s'enfonce dans une forêt haute de 12 m, en bout de piste, obstacle qu'ils n'avaient pas identifié à temps et qui ne figurait pas sur leur plan de vol reçu la veille.

- 3 juillet 1988 : le vol 655 Iran Air est abattu par erreur par un navire américain l'USS Vincennes à Hormuz en Iran tuant les 290 personnes à bord.

- 17 août 1988 : un Lockheed C-130 Hercules de l'armée de l'air pakistanaise s'écrase peu après son décollage de Bahawalpur tuant ses 31[5] passagers - uniquement des dignitaires du régime pakistanais - dont le président Muhammad Zia-ul-Haq et l'ambassadeur des États-Unis d'Amérique Arnold L. Raphel[6]. Après avoir privilégié la thèse du sabotage, les enquêteurs pakistanais et américains ont émis l'hypothèse que l'équipage avait été neutralisé à l'aide de 250 ml de VX[7], un puissant gaz neurotoxique. Ce serait alors la première attaque chimique dans le cadre d'un attentat aérien. L'Iran fait figure d'accusé le plus crédible, étant producteur du VX.

- 28 août 1988 : au cours d’un meeting aérien sur la base aérienne américaine de Ramstein, en Allemagne, 3 avions de la patrouille acrobatique italienne les Frecce Tricolori se percutent et s’écrasent sur les spectateurs, faisant 70 morts et des centaines de blessés.

- 31 août 1988 : le vol 1141 Delta Air Lines s'écrase juste après son décollage de l'aéroport international de Dallas-Fort Worth car les volets étaient totalement rentrés et l'alarme hors service. Il y a eu 14 morts et 94 survivants.

- 9 septembre 1988 : le vol 831 Vietnam Airlines s'écrase à 6 km de Bangkok lors de son approche après avoir été pris dans une tempête. Il y aura 14 survivants sur les 90 personnes à bord du Tupolev 134A.

- 19 octobre 1988 : le vol 113 Indian Airlines percute des arbres lors de son approche de l'aéroport de Ahmadabad en Inde. Il n'y aura que 5 survivants parmi les 135 personnes à bord.

- 21 décembre 1988 : attentat de Lockerbie - le vol 103 (un Boeing 747) de la compagnie américaine Pan Am ralliant Francfort à New York explose, après une escale à Londres, au-dessus du village écossais de Lockerbie, au Royaume-Uni. Les 259 passagers et membres d’équipage y trouvèrent la mort ainsi que 11 villageois. L'enquête détermina qu'une bombe avait été dissimulée à l'intérieur d'un poste-radio portatif dans une valise sans passager, embarquée à Londres, alors que le règlement interdisait la prise en charge d'un tel bagage depuis un attentat similaire récent survenu sur Air India. La bombe était reliée à un déclencheur altimétrique. La Libye, au travers de son dictateur Kadhafi, fut désignée comme commanditaire de l'attentat. Le chef libyen finit par verser 2,7 milliards de dollars US de dédommagement aux familles des victimes, soit 10 millions de dollars par victime.

### 1989
- 8 janvier 1989 : vol 92 British Midland - un Boeing 737-400 s'écrase sur un talus de l'autoroute M1 alors qu'il tente un atterrissage d'urgence sur l'aéroport d'East Midlands au centre de l'Angleterre. 47 personnes sont tuées et 74 gravement blessées. L'accident est dû à un défaut sur la nouvelle version des moteurs du 737-400 ayant entraîné une rupture d'ailettes sur l'un des deux réacteurs et à une mauvaise interprétation du problème par les pilotes qui ne désactivèrent pas le bon réacteur.

- 8 février 1989 : le Vol 1851 Independent Air s'écrase contre la colline Pico Alto au Portugal lors de son approche de l'aéroport de Santa Maria aux Açores. L'avion de la compagnie charter américaine Independent Air Corporation volait trop bas à la suite d'une mauvaise interprétation des ordres de la tour de contrôle par l'équipage. En outre, l'approche devait se faire par la mer et non par la route empruntée par les pilotes. Ces derniers ont ensuite bâclé leur check-list qui leur aurait permis de s'apercevoir de leur erreur concernant l'altitude et de remarquer la présence de la colline Pico Alto sur leur itinéraire. L'étude des boîtes noires montrera qu'aucune des personnes présentes à ce moment-là dans le cockpit n'a réagi à l'alarme du GPWS qui annonçait pourtant une collision imminente avec le terrain et qui aurait permis de l'éviter (l'avion est passé à quelques mètres seulement du sommet). L'inacceptable décontraction et dissipation des pilotes, leur état d'esprit a joué un rôle majeur dans la catastrophe. L'accident provoquera la mort des 144 personnes à bord. Les 137 passagers étaient des touristes italiens se rendant en République dominicaine mais le Boeing 707 devait faire une escale aux Açores. C'est le pire désastre aérien jamais arrivé sur le sol portugais.

- 24 février 1989 : vol 811 United Airlines - un Boeing 747 de la compagnie United Airlines qui effectuait la liaison Honolulu - Auckland (Nouvelle-Zélande), le vol 811, a sa porte de soute avant arrachée alors que l’avion vole à 7 000 mètres d’altitude. La décompression explosive que cela entraîne emportera une partie du fuselage et cinq rangées de sièges. Neuf passagers seront portés disparus. Les pilotes réussiront à poser l’appareil. Une première enquête aboutira à une faute humaine au sol sur le verrouillage de la porte de la soute. L’acharnement d’une famille d’un des disparus démontrera qu’un défaut connu sur la conception du système de sécurité de verrouillage des soutes des Boeing 747 n’avait pas été corrigé.

- 10 mars 1989 : vol 1363 Air Ontario - un biréacteur Fokker F28 s'écrase au décollage de Dryden (Ontario, Canada) sans parvenir à prendre de la hauteur provoquant la mort de 24 personnes à bord dont les deux pilotes et une hôtesse. Il y a 45 survivants. L'accident est dû à divers facteurs dont le poids de la neige et de la glace sur les ailes, et surtout, une attente trop longue pour décoller après le dégivrage de l'appareil. Cet accident et celui du 22 mars 1992 à New York, dans les mêmes circonstances, auront pour conséquence une amélioration des procédures de dégivrage des avions.

- 10 avril 1989 : vol 602 Uni-Air International - un Fairchild FH-227B assurant la liaison Paris-Valence avec 3 membres d'équipage et 19 passagers à bord percute le relief en procédure d'approche près du col de Tourniol, commune de Léoncel (Drôme). Il n'y a aucun survivant.

- 7 juin 1989 : le vol 764 Surinam Airways rate son atterrissage à Paramaribo, les pilotes n'étaient pas assez qualifiés et n'ont pas tenu compte des informations données par la tour de contrôle, suivant une autre procédure d'approche que celle recommandée. L'accident fera 176 victimes parmi les 187 personnes à bord.

- 19 juillet 1989 : vol 232 United Airlines - un DC-10 de la compagnie United Airlines à destination de Chicago s’écrase en catastrophe à l’atterrissage sur l’aéroport de Sioux City. L’appareil effectuait un atterrissage d’urgence à la suite de la destruction du moteur de queue ayant entraîné la perte totale de pression dans les trois circuits hydrauliques rendant l'appareil ingouvernable avec une tendance à virer sur l'aile droite. En jouant sur la puissance individuelle des deux moteurs d'ailes, les pilotes (avec l'aide inopinée d'un instructeur de vol parmi les passagers) se résolurent à cet atterrissage de fortune sur ce petit aéroport mais l'aile droite heurta la piste et l'avion se disloqua en plusieurs parties réparties sur plus d'un kilomètre. 111 morts, 185 survivants dont les pilotes. Le moteur de queue s'était désintégré en plein vol à la suite d'une mini-fissure dans le métal (en titane) du rotor, ce qui remit en cause la technique de fabrication de la pièce et de sa révision sur les DC-10.

- 27 juillet 1989 : le vol 803 Korean Air sort de la piste d'atterrissage à l'aéroport international de Tripoli en Libye. Le DC-10 transportait 199 personnes. 75 ont été tuées, plus 4 autres personnes au sol.

- 25 août 1989 : le vol Pakistan International Airlines 404 disparaît dans la chaîne de l'Himalaya avec ses 54 occupants (49 passagers, 5 membres d'équipage). Le Fokker F27 assurait la liaison entre Gilgit et Islamabad au Pakistan. Aucun débris potentiel de l'avion ne sera retrouvé.

- 3 septembre 1989 : le vol 9646 Cubana de Aviación, un Iliouchine Il-76M effectuant un vol charter entre La Havane et Milan, s’écrase peu après son décollage tuant 171 personnes- la totalité des 126 occupants de l'appareil et 45 habitants d’un quartier situé près de l'aéroport International José Martí de la capitale cubaine. L'accident a été apparemment causé par le mauvais temps et les vents violents, mais cette catastrophe résulte aussi d'une mauvaise décision du pilote qui n'aurait pas dû décoller dans des conditions météorologiques se dégradant rapidement. C’est le pire désastre aérien de l’histoire de l’aviation civile de Cuba.

- - 3 septembre 1989 : un avion de varig assurant le vol Marabà-Belém s'écrase dans la jungle amazonienne à 1 126 km de sa destination

- 8 septembre 1989 : le vol 394 Partnair s'écrase dans l'océan au large du Danemark après que le fuselage de queue du Convair CV-580 s'est arraché causant la mort des 55 personnes à bord. La cause se révèle être une réparation avec des pièces contrefaites. Tollé mondial et une centaine de personnes arrêtées.

- 19 septembre 1989 : attentat du DC-10 d'UTA- un McDonnell Douglas DC-10 de la compagnie UTA qui effectuait le vol reliant Brazzaville à Paris explose au-dessus du désert du Ténéré (Niger). 170 personnes, de 27 nationalités différentes, décèdent dans cet attentat. L’enquête démontrera l’implication des services secrets libyens.

- 21 octobre 1989 : le vol 414 TAN Honduras s'écrase lors de son approche de l'aéroport de Tegucigalpa, au Honduras, tuant 127 des 146 personnes à bord du Boeing 727.

- 26 octobre 1989 : le vol 204 China Airlines s'écrase contre une montagne à 7 000 pieds d'altitude juste après son décollage de l'aéroport de Hualien, Taïwan. Les 54 personnes à bord du Boeing 737 y périront.

- 27 novembre 1989 : le vol 203 Avianca s'écrase après qu'une bombe a explosé à bord causant la mort des 107 passagers et membres d'équipage à bord du Boeing 727, ainsi que de 3 autres personnes sur le sol.